# Église à nef unique

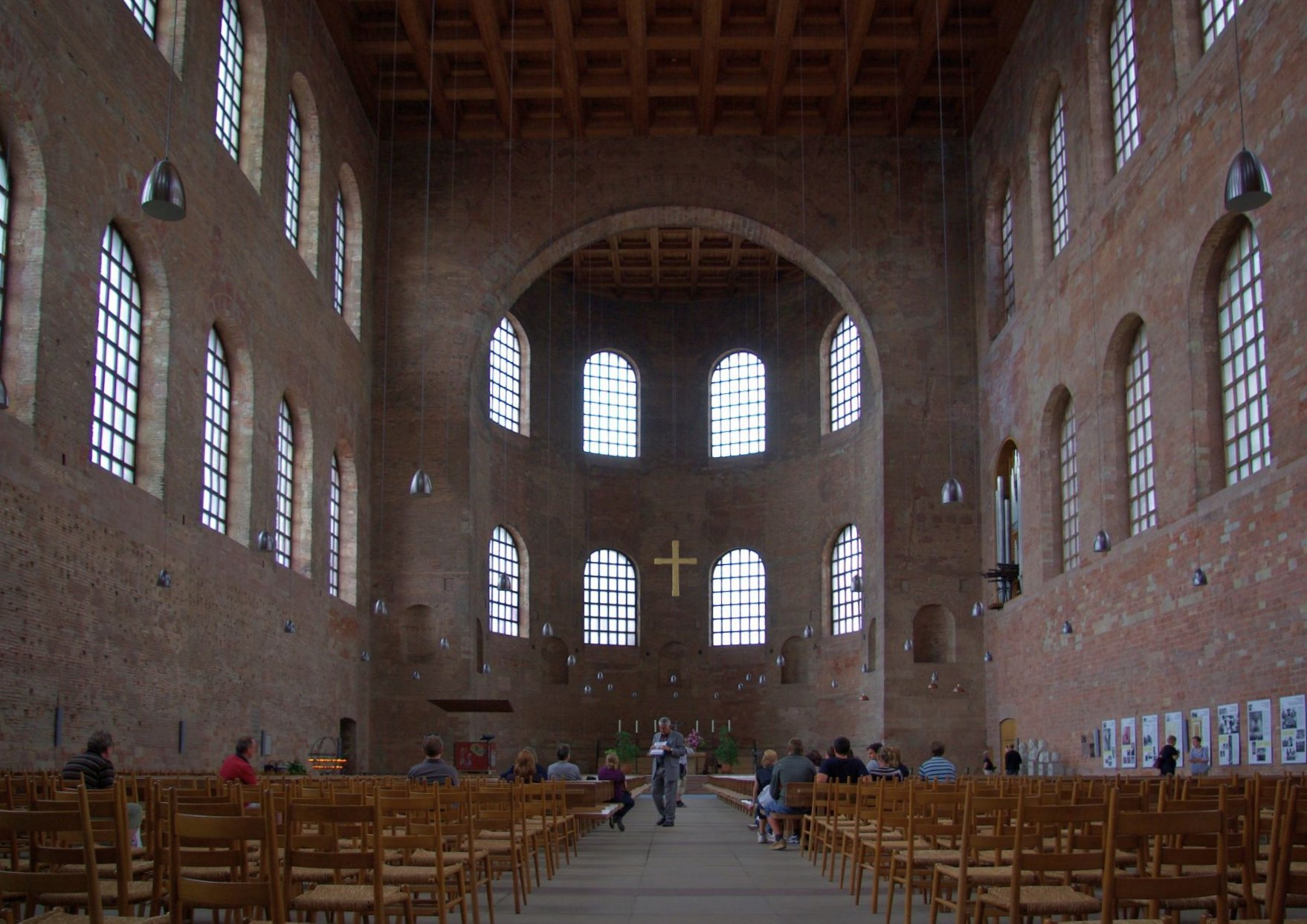
Basilique de Constantin de Trèves.

Une église à nef unique est un sanctuaire dont le plan type comporte un vaisseau (nef unique) sans collatéraux, bas-côtés ni supports intérieurs.
Les plans typiques sont les églises à nef unique sans ou, plus rarement avec transept. Elles peuvent être en couvrement léger (charpente en bois) ou lourd (voûte en pierre), comporter des chapelles latérales ménagées entre les contreforts.
Le choix de ce style architectural peut avoir plusieurs origines : mesure d'économie, ce qui explique qu'au cours des siècles l'agrandissement de petites églises comme Saint-Pierre de Vienne originellement à nef unique s'est accompagné de l'implantation d'une double file de piliers et d'arcades qui divise la nef en plusieurs vaisseaux ; choix esthétique d'austérité et de sobriété (églises protestantes, églises monastiques des ordres mendiants) ; volonté d'améliorer l'acoustique pour les prédicateurs et de faciliter l'accueil des pèlerins (églises dominicaines et franciscaines) ; styles régionaux qui privilégient ce plan. Ainsi, dans le Centre et le Sud-Ouest de la France, très influencés par l'Orient, l'église à nef unique et les variantes de l'église-halle prévalent sur le plan basilical qui triomphe dans les autres régions.

## Images

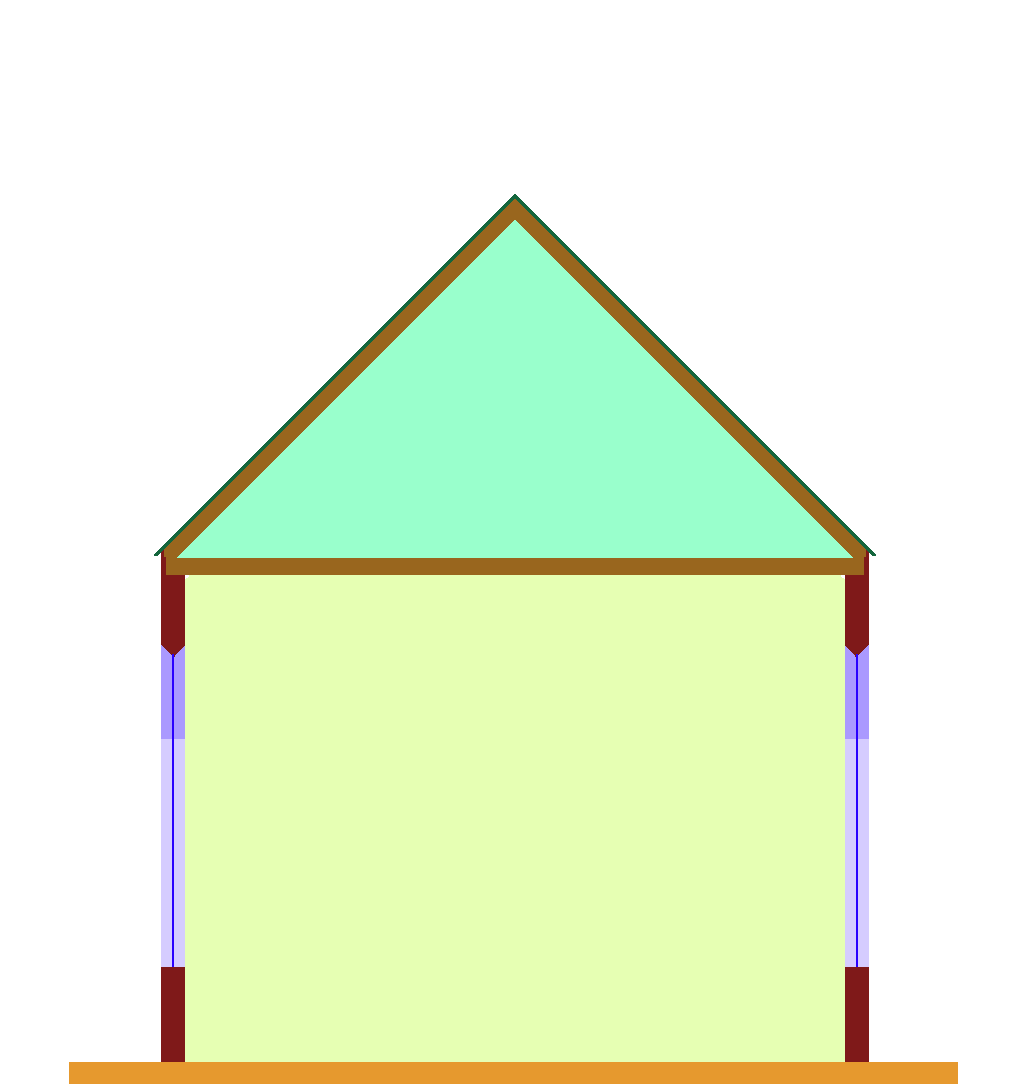
Nef unique à plafond en bois
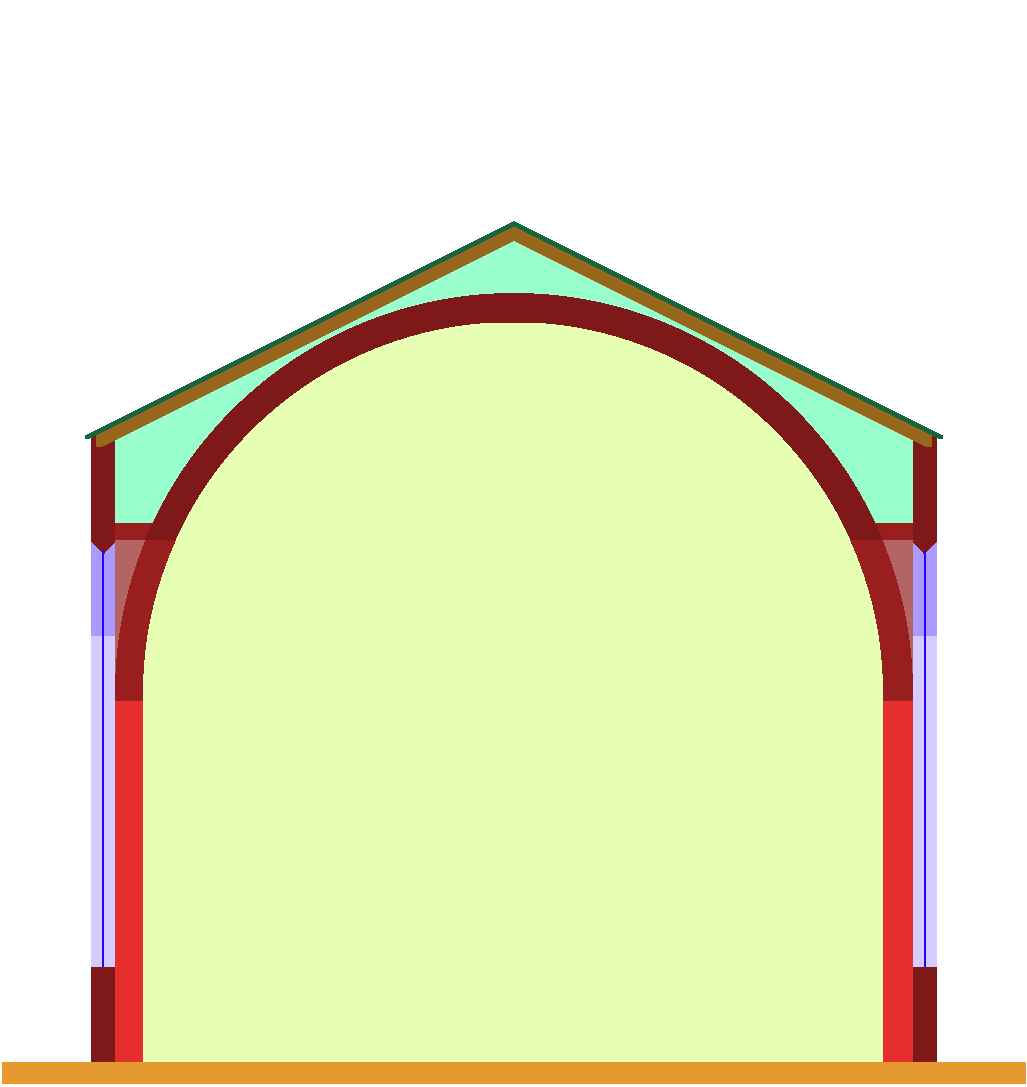
Nef unique à voûte en berceau en pierre et pilastres muraux
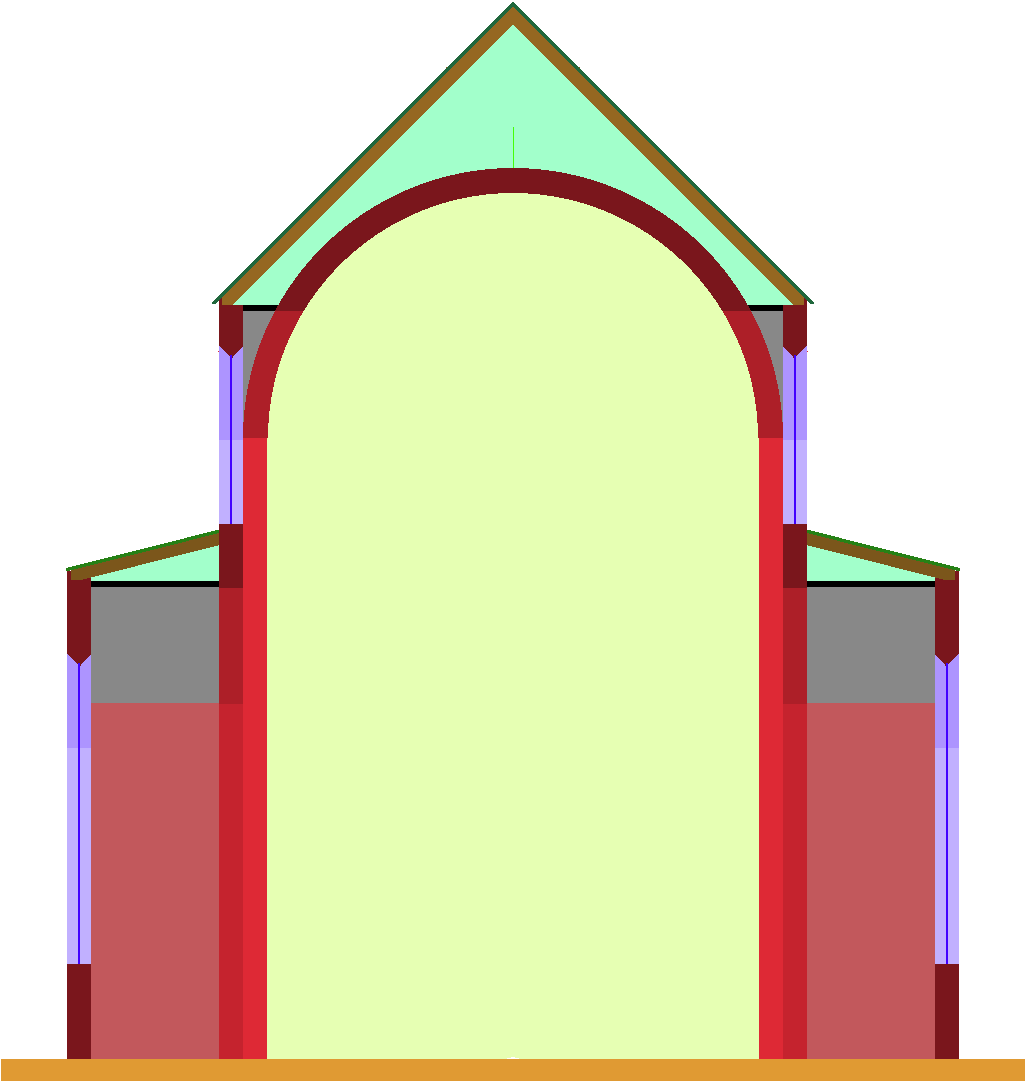
Nef unique à chapelles latérales